# Iglesia Santa Cruz de las Almas de los Ahorcados
La Iglesia Santa Cruz de las Almas de los Ahorcados (en portugués: Igreja Santa Cruz das Almas dos Enforcados) o simplemente Iglesia de las Almas (en portugués: Igreja das Almas) es un templo católico ubicado en el barrio de Liberdade de la ciudad de São Paulo, Brasil. 
Construida en el mismo lugar donde se levantó una antigua cruz llamada "Santa Cruz de los Ahorcados" (en portugués: Santa Cruz dos Enforcados) en homenaje al soldado Francisco José das Chagas "Chaguinha". Chaguinha fue ejecutado a palos el 20 de septiembre de 1821 luego de que la cuerda de la horca se rompiera dos veces. La población que asistió a su ejecución, en el antiguo "Campo de la Horca" (en portugués: Campo da Forca), actual Plaza de la Libertad, pidió su clemencia pero las autoridades se negaron. Los fieles católicos, creyentes de que la doble ruptura de la cuerda era una señal divina de su inocencia, instalaron la cruz para celebrar homenajes y oraciones.
La iglesia fue construida a partir de 1887 junto con la Hermandad de Santa Cruz de los Ahorcados (en portugués: Irmandade de Santa Cruz dos Enforcaos), entidad que organizaba la fiesta de Santa Cruz los 3 de mayo.